# Katsuura (Chiba)
Katsuura (japanisch 勝浦市, -shi) ist eine Stadt der Präfektur Chiba im Osten von Honshū, der Hauptinsel von Japan.

## Geographie
Die Stadt liegt östlich von Tokio auf der Halbinsel Bōsō am Pazifik.

## Übersicht
Katsuura ist ein bedeutender Fischereihafen, der zweitgrößte in der Präfektur nach Chōshi. Der morgendlich Fisch- und Gemüsemarkt soll eine Tradition von 300 Jahren haben. Der Ausblick von der Steilküste „Osenkorogashi“ (おせんころがし) zieht viele Besucher an.
Katsuura erhielt am 1. Oktober 1958 das Stadtrecht.

## Sehenswürdigkeiten
- Namegawa Island

## Bildung
In Katsuura befindet sich seit 1984 die Internationale Budō-Universität.

## Verkehr
- Straße:
  - Nationalstraßen 128, 297
- Zug:
  - JR Sotobō-Linie

## Söhne und Töchter der Stadt
- Eisuke Mori (* 1948), Politiker

## Angrenzende Städte und Gemeinden
- Kamogawa
- Isumi

## Städtepartnerschaften
- Nishitōkyō, Japan
- Nachikatsuura, Japan
- Katsuura, Japan